# Guantánamo (zatoka)
Guantánamo (ang. Guantánamo Bay, hiszp. Bahía de Guantánamo) – zatoka w prowincji Guantánamo na południowym wschodzie Kuby. Część zatoki znajduje się od 1903 roku pod administracją USA (Baza wojskowa Guantanamo), pomimo że rząd kubański twierdzi, iż teren jest okupowany przez USA, argumentując swoje stanowisko tym, że umowa zawarta w 1903 roku między Kubą a USA została zawarta niezgodnie z prawem.
Nazwę zatoce nadali Tainowie, Krzysztof Kolumb nazwał ją Puerto Grande.